# Ramo da mandíbula

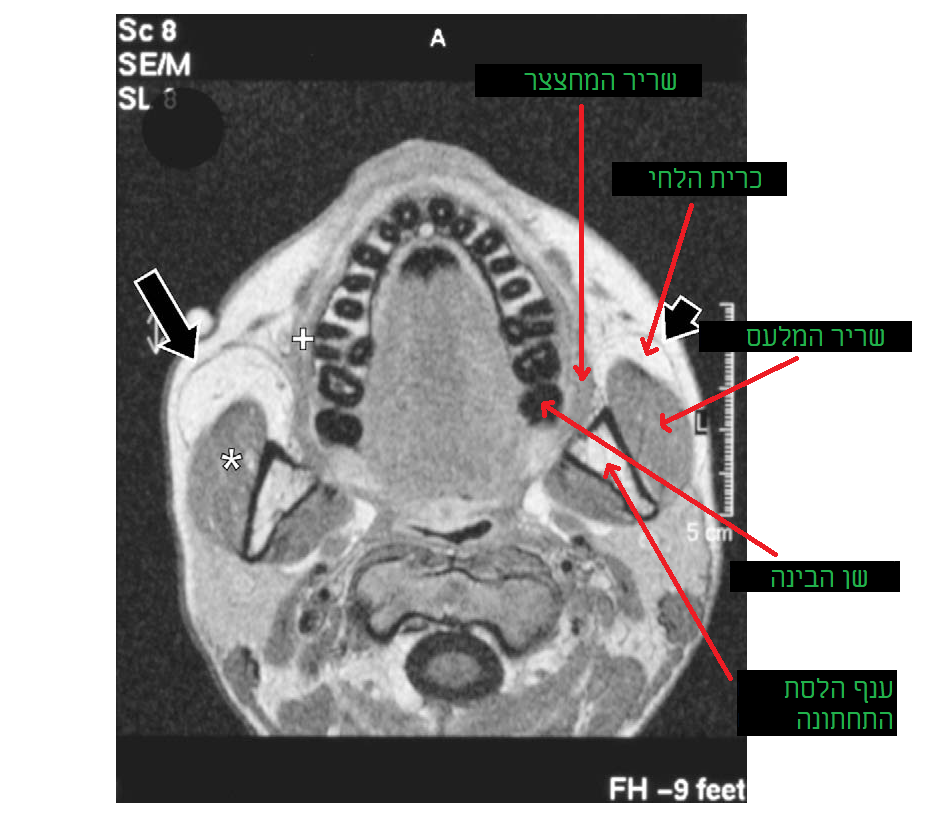
ramo da mandíbula em um Raio X

O ramo da mandíbula é uma das estruturas que compõe a mandíbula. Tem forma retangular e é mais alto do que largo, com obliqüidade póstero-lateral mais evidente do que a do corpo da mandíbula.
Possuem duas faces e quatro margens.

## Faces

### Face lateral
É plana, com certa rugosidade (tuberosidade massetérica) para a fixação do músculo masseter.

### Face medial
Nas proximidades de seu centro, com algumas variações, encontra-se o forame da mandíbula, cuja margem anterior é coberta pela língula da mandíbula; esse forame é limitado, abaixo, pelo sulco milo-hióideo e constitui a porta de entrada do extenso canal da mandíbula, percorrido pelo feixe vasculo-nervoso destinado à irrigação e inervação dos dentes inferiores.

## Margens

### Margens Anterior
Delgada, desce do processo coronóide e é continuada pela linha oblíqua;

### Margens posterior
É romba e espessa, em forma de S; relaciona-se com a glândula parótida.

### Margens inferior
Com a margem parotídea, delimita o ângulo da mandíbula ou gônio, obtuso nas crianças e nos idosos e quase reto nos adultos.

### Margens superior
Com o processo coronóide, a incisura da mandíbula e a cabeça da mandíbula

## Conformação interna
A mandíbula é composta por duas camadas de osso compacto: uma lateral e uma medial. Entre essas camadas há uma quantidade variável de tecido esponjoso, segundo a região que se considere: escasso no processo coronóide e abundante na cabeça da mandíbula, que é coberta por uma delgada lâmina de tecido compacto.

## Outras estruturas
- Processo coronóide.
- Incisura da mandíbula.
- Cabeça da mandíbula.
- Fóvea pterigóidea.